# Bayasgalan Garidmagnai
Bayasgalan Garidmagnai (mongol : Баясгалангийн Гарьдмагнай), né le 17 janvier 1985 à Oulan-Bator en Mongolie, est un footballeur international mongol évoluant au poste de milieu dans le club de l'Erchim à Oulan-Bator, dans le championnat de Mongolie de football.

## Biographie

### Carrière internationale
Bayasgalan Garidmagnai est convoqué pour la première fois par le sélectionneur national Ishdorj Otgonbayar en 2003. Le 23 juin 2007, il marque son premier but en équipe de Mongolie lors du match des éliminatoires de la Coupe d'Asie de l'Est 2008 face au Guam (victoire 5-2).
Il compte 26 sélections et 2 buts avec l'équipe de Mongolie depuis 2003.

## Palmarès
- Avec l'Erchim :
  - Champion de Mongolie en 2007 et 2008

## Statistiques

### Buts en sélection
Le tableau suivant liste les résultats de tous les buts inscrits par Bayasgalan Garidmagnai avec l'équipe de Mongolie.